# 2024年英国地方选举
2024年英國地方選舉於2024年5月2日舉行，是次選舉改選英格蘭107個地方議會約2,600個議席、英格蘭11個行政區的市長、倫敦議會的25個議席，以及英格蘭和威爾斯的37名警察及犯罪事務專員。南黑池選區下議院補選亦於同日舉行。
選舉結果顯示工黨表現強勁，贏得最多地方議會席位，保守黨則位居第三。自由民主黨在本次地方選舉中取得自2009年以來第二多議席，為首次超越保守黨。
是次改選的大部分選區，其上一次選舉原定於2020年舉行，但因2019冠狀病毒病英國疫情而延遲至2021年。

## 背景

### 選舉意義
在2021年地方選舉中，保守黨有所斬獲，從工黨手中奪取多個議席。然而自此之後，保守黨政府連番爆發備受矚目的政治醜聞和危機，導致其民意支持率下滑，此頹勢亦反映於保守黨在2022年和2023年地方選舉中的失利。2023年地方選舉後，工黨自2002年以來首次成為在地方政府中佔有最多議席的政黨。
本次選舉為第二次依據《2022年選舉法》舉行的地方選舉，該法案備受爭議，引入選民身份證明法規，要求選民在投票站出示附照片的身份證明文件方可投票。  此外，新法亦規定市長和警察及犯罪事務專員選舉，將採用領先者當選制，取代以往使用的補充投票制。
作為下一次大選前的最後一次例行選舉，本次地方選舉的結果可能影響到大選的日期安排以及各政黨的競選策略。
部分保守黨人士認為，可將倫敦市長選舉塑造成對擴大ULEZ計劃的事實上公投，此舉或將影響各政黨對環境政策的取態。
工黨在2023年末指出，持續高利率將導致房貸成本急劇攀升，屆時將有63萬房主需要在2023年末至本次地方選舉期間重新辦理貸款。工黨形容此現象為「金融定時炸彈」，並暗示這將影響選民在選舉中的抉擇。
海沃德勳爵表示，由於自由民主黨「不再是那些對兩大主要政黨感到失望之選民的當然之選」，社區行動派和較小型政黨或能從三大主要政黨手中爭取到更多支持。
隨著選舉日漸臨近，有分析認為，若保守黨在本次選舉中表現欠佳，特別是一旦失去西米德蘭茲或蒂斯谷地區的市長席位，黨內或將出現挑戰里希·蘇納克黨魁地位的聲音。 蘇納克隨即向保守黨國會議員保證，即使保守黨於本次選舉中失利，他仍將繼續擔任首相。 
英國副首相奧利佛·道登在談及與中國關聯的網路攻擊問題時強調，是次選舉將不受網路攻擊威脅。
吳兆康成為首位當選英國地方議員的前香港區議會議員，這位前中西區區議會議員以自由民主黨黨員身份，當選沃金厄姆自治市議會議員。

### 選舉預測
《觀察家報》於2024年3月報導指，保守黨預料將在本次選舉中失去過半議席，並解釋這些席位大多是在「疫苗效應高峰」時期贏得。保守黨主席理查德·霍爾登亦以「疫苗效應」為由，說明預期本次選舉對保守黨而言將較上次「艱難」。
政治分析員兼作家路易斯·巴斯頓於2024年3月發表分析，預測保守黨將在未更改選區邊界的情況下，失去超過50%議席。他發現，在保守黨佔有的613個席位中，根據2023年地方選舉的選情變化，保守黨將失去328個議席，但在其他地區將淨增8個議席。然而，至4月1日，他在進一步分析後表示，保守黨或不至於失去過半議席，原因是次選舉中有三分之一的議席並非於2021年地方選舉時改選，而是在2019年、2022年和2023年等選情更具挑戰性的選舉中進行改選。
分析師迈克尔·瑟拉什和科林·拉林斯亦表示，倘若2023年選情重演，預計保守黨將在本次選舉中失去過半席位。他們預計保守黨將失約500個議席，而工黨將增加約300個議席，自由民主黨和綠黨亦可望有所進展。
天空新聞的山姆·科茨亦引述迈克尔·瑟拉什的預測，指保守黨將失去約500個議席，而工黨則可望增加約350席。他另補充指，格洛斯特市議會有機會直接從保守黨手中轉為由自由民主黨控制。
YouGov於2024年4月14日至29日進行了一項MRP民意調查。YouGov表示，調查的主要發現為預期工黨將在全國範圍內顯著獲利，但具體至各地方政府層面，則可能呈現個別政黨各有所獲之局面。YouGov預測工黨將從無絕對多數控制的局面，轉為取得海恩-斯萊和米爾頓·凱恩斯議會的控制權，並在北東林肯郡、彼得堡、瑟羅克和沃爾索爾等地取得顯著進展。保守黨預計將在萊加特和班斯特德有所斬獲。

## 競選活動
工黨和保守黨在是次選舉中均須捍衛近1,000個議席，自由民主黨約400個，而綠黨則略多於100個。

### 自由民主黨
2024年3月20日，自由民主黨在赫特福德郡哈彭登為其地方選舉宣傳活動揭幕，愛德·戴維在活動上轉動一個巨型沙漏，沙漏上標示著「里希·蘇納克，時間不多了！」的標語 。戴維表示，他有信心自由民主黨能推倒保守黨在薩里郡的「藍牆」票倉。

### 保守黨
里希·蘇納克於2024年3月22日現身德比郡希納爾巴士站，與東米德蘭茲地區市長候選人本·布拉德利一同為保守黨的地方選舉宣傳活動揭開序幕 。由於「人為疏失」，35名保守黨候選人中有13人，因提名無效而無法參與城堡角自治市鎮議會席位的角逐，意即該13名候選人的姓名將不會出現在選票上。

### 工黨
施紀賢和安杰拉·雷纳於2024年3月28日在達德利舉行活動，啟動工黨的地方選舉宣傳活動。 施紀賢在演講中提及現政府在「黑鄉」推行「區域發展」政策不力。

### 綠黨
英格蘭及威爾斯綠黨於2024年4月4日在布里斯托舉行活動，正式啟動其全國選舉宣傳。聯席黨魁卡拉·丹耶爾和阿德里安·拉姆齊於活動上發表演講，重點闡述可負擔房屋議題 。

## 選舉結果分析

### 按政黨劃分
保守黨在本次選舉中失利慘重，所失議會席位之多，為1996年以來執政黨於地方選舉中最為慘烈之敗績。 保守黨在是次改選的107個議會中僅保住6個，分別是布羅克斯本、索利哈爾、沃爾索爾、埃平森林、費勒姆和哈羅。 本·霍楚恩成功連任蒂斯山谷地區市長，成為保守黨於本次選舉中唯一在市長選舉上的勝績。
工黨則在新設立的東米德蘭茲和約克及北約克郡兩個聯合郡，贏得新任市長 。 此外，工黨候選人理查德·帕克更從保守黨籍的西米德蘭茲聯合政府市長安迪·斯特里特手中，奪得該職位。惟有指工黨在穆斯林選民中得票情況欠佳。
自由民主黨則贏得坦布里奇韋爾斯和多塞特議會的控制權，令其成為是次選舉中表現第二佳之政黨，領先執政保守黨。 自由民主黨在本屆國會會期內增加多個議會席位，過去五年內共增加超過750個議席，主要集中在英格蘭南部地區。
是次選舉亦是自由民主黨首次派出前香港民主黨區議員吳兆康參選，吳氏最終成功當選，成為香港以至英國史上首位由民選產生的前香港議員晉身英國議會。
綠黨亦於本次地方選舉中取得有史以來最佳成績，惟該黨仍未能成功取得布里斯托市議會的過半控制權，以兩席之差錯失多數地位，但續為該議會內最大黨。
工人黨在本次地方選舉中，從其他政黨手中合共贏得4個議席，包括在羅奇代爾取得兩席、曼徹斯特和卡爾德代爾各一席。
英國改革黨在全國表現依舊不佳，但在哈文特自治市鎮議會取得兩席。
婦女平權黨在其成立九年的歷史中首度有所斬獲，於本次選舉中贏得貝辛斯托克和迪恩自治市議會的一個席位。
社會民主黨在利兹市議會米德爾頓公園選區的選舉中，擊敗現任工黨議員，為該黨在利兹市議會取得第三個席位。